# Biggar, Skottland
Biggar är en ort i Storbritannien.   Den ligger i kommunen South Lanarkshire och riksdelen Skottland, i den centrala delen av landet, 500 km nordväst om huvudstaden London. Biggar ligger 200 meter över havet och antalet invånare är 2 120.
Terrängen runt Biggar är kuperad åt sydost, men åt nordväst är den platt. Biggar ligger nere i en dal. Runt Biggar är det glesbefolkat, med 8 invånare per kvadratkilometer. Närmaste större samhälle är Lanark, 17,8 km väster om Biggar. Trakten runt Biggar består i huvudsak av gräsmarker.